# Platythelphusa conculcata
Platythelphusa conculcata é uma espécie de crustáceo da família Potamonautidae.
Pode ser encontrada nos seguintes países: Tanzânia e Zâmbia.
Os seus habitats naturais são: lagos de água doce.